# Jagdgeschwader 76
Jagdgeschwader 76 foi uma unidade de combate aéreo alemã que operou durante a Segunda Guerra Mundial.

## Geschwaderkommodoren
- Major Anton Hackl, Agosto de 1944 - Outubro de 1944[1]
- Major Ernst Düllberg, 7 de Outubro de 1944 - Abril de 1945[1]

## Stab
Formado em Julho de 1944 em Salzburgo a partir do Stab/ZG 76. Dispensado em 24 de Abril de 1945.

## I. Gruppe

### Gruppenkommandeure
- Hptm Wilfried von Müller-Rienzburg, 1 de Maio de 1939 - 10 de Janeiro de 1940
- Maj Günther Blumensaat, 10 de Janeiro de 1940 - 15 de Fevereiro de 1940
- Obstlt Richard Kraut, 15 de Fevereiro de 1940 - 4 de Julho de 1940
- Hptm Heinrich Offterdinger, Julho de 1944 - Outubro de 1944

Formado em 1 de Maio de 1939 em Wien-Aspern a partir do I./JG 134:
- Stab I./JG76 a partir do Stab I./JG134
- 1./JG76 a partir do 1./JG134
- 2./JG76 a partir do 2./JG134
- 3./JG76 a partir do 3./JG134

Em 4 de Julho de 1940 foi redesignado II./JG 54:
- Stab I./JG76 se tornou Stab II./JG54
- 1./JG76 se tornou 4./JG54
- 2./JG76 se tornou 5./JG54
- 3./JG76 se tornou 6./JG54

Reformado em Julho de 1944 em Bonn-Hangelar a partir do I./ZG 76:
- Stab I./JG76 a partir do Stab I./ZG76
- 1./JG76 a partir do 1./ZG76
- 2./JG76 a partir do 2./ZG76
- 3./JG76 a partir do 3./ZG76
- 4./JG76 a partir do 4./ZG76

Em Outubro de 1944 foi renomeado IV./JG 300:
- Stab I./JG76 se tornou Stab IV./JG300
- 1./JG76 se tornou 13./JG300
- 2./JG76 se tornou 14./JG300
- 3./JG76 se tornou 15./JG300
- 4./JG76 se tornou 16./JG300

## III. Gruppe

### Gruppenkommandeure
- Hptm Egon Albrecht, Julho de 1944 - 25 de Agosto de 1944 (KIA)
- Hptm Hans Morr, Agosto de 1944 - 25 de Outubro de 1944

Formado em Julho de 1944 em Stade a partir do II./ZG 1 com:
- Stab III./JG76 a partir do Stab II./ZG1
- 9./JG76 a partir do 4./ZG1
- 10./JG76 a partir do 5./ZG1
- 11./JG76 a partir do 6./ZG1
- 12./JG76 novo

Em 25 de Outubro de 1944 foi redesignado IV./JG 53:
- Stab III./JG76 se tornou Stab IV./JG 53
- 9./JG76 se tornou 13./JG 53
- 10./JG76 se tornou 14./JG 53
- 11./JG76 se tornou 15./JG 53
- 12./JG76 se tornou 16./JG 353

O II./JG76 e o IV./JG76 deveriam ser formados a partir do II./ZG76 e I./JG 302, mas esta mudança acabou sendo cancelada.